# Новокиевка (Башкортостан)
Новоки́евка (баш. Яңы Киевка) — село в Чишминском районе Республики Башкортостан Российской Федерации. Входит в состав Чувалкиповского сельсовета.

## География

### Географическое положение
Расстояние до:
- районного центра (Чишмы): 39 км,
- центра сельсовета (Чувалкипово): 8 км,
- ближайшей ж/д станции (Шингак-Куль): 22 км.

## Население
| 2002 | 2009 | 2010 |
| ---- | ---- | ---- |
| 40   | ↘24  | ↘17  |

### Национальный состав
Согласно переписи 2002 года, преобладающая национальность — украинцы (60 %).